# Marigot (Haïti)
Pour les articles homonymes, voir Marigot.

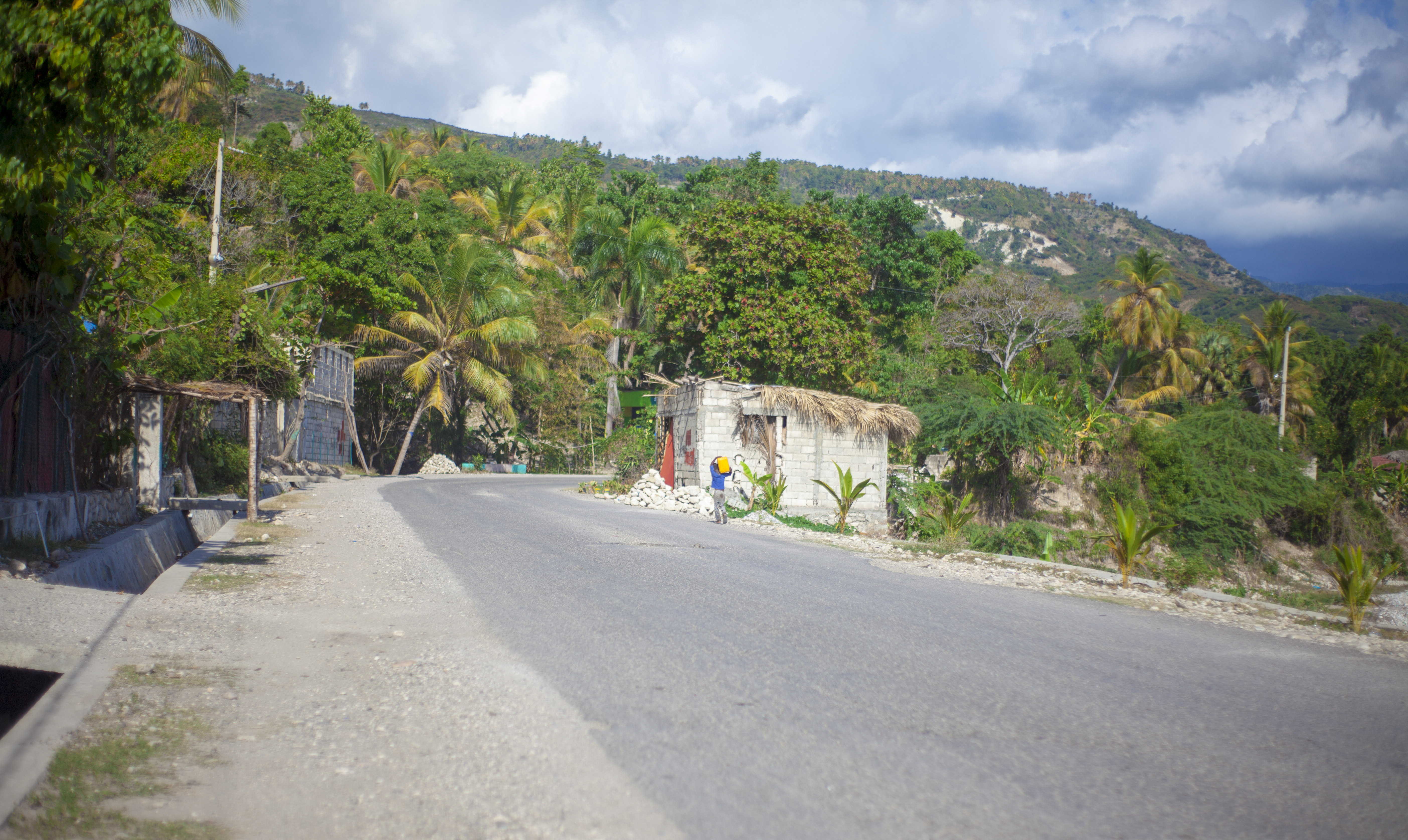
Route menant dans la commune de Marigot. Darlou Alexandre

Marigot (Marigo en créole) est une commune d'Haïti, située dans le département du Sud-Est et dans l'arrondissement de Jacmel.

## Histoire
Marigot est une ancienne paroisse depuis le temps colonial. Selon l'historien Émile Célestin Megie du sobriquet Togiràm, Marigot tire son nom d'un ancien colon du nom de Rigaud qui alimentait ses bétails dans un petit étang appelé ma non loin de l'actuelle place Toussaint Louverture.
Selon la même source, Marigot participait à la guerre pour l'indépendance nationale. Car le général Jean Jacques Dessalines, en route pour la partie l'est de la République, s'est reposé durant trois jours dans la paroisse qui avait pour nom à l'époque Region Fesles en 1799. Elle comprenait toute la commune des Cayes-Jacmel qui s'est élevée lui même au rang de commune en 1934.
Marigot est élevée au rang de commune par l'arrêté présidentiel daté du 11 juillet 1843.

## Démographie
La commune est peuplée de 74 700 habitants(recensement par estimation de 2014).
Les principales villes sont Marigot  Pérédo et platon chapelle. Le reste de la population est très dispersée.

## Administration
La commune est composée de sections communales ; chaque section communale est administrée par un conseil d'administration section communale (CASEC), ce dernier est assisté dans son travail par une assemblée section Communale (ASEC):
- Corail Soult
- Grande Rivière Fesles
- Macary
- Fond Jean Noël (dont le quartier de « Seguin »)
- Savane Dubois

Marigot est administré par un conseil municipal de trois membres élus au suffrage universel direct selon le vœu de la constitution haïtienne. Le dernier conseil municipal dirigé par René Daneau a pris fonction en 2016. L'exécutif du président Jovenel Moise a pris un arrêté en 2020 pour mettre en place un conseil intérimaire.

## Enseignement
Marigot a plusieurs écoles fondamentales dont 13 écoles nationales. A côté des écoles privées qui dispensent l'enseignement secondaire, on retrouve deux lycées : le lycée Henri Christophe de Marigot fondé le 21 octobre 1988 et le lycée Gérald Mathurin de Pérédo fondé le 8 octobre 2018.

## Paroisses
Dominique est le Saint patron de la commune qui détient 4 paroisses. Paroisse Saint Dominique 4 août (Centre-ville), paroisse Notre Dame du perpétuel secours 21 janvier (Quartier Seguin dans la section communale de Fond Jn Noël), paroisse Saint Michel Archange 29 Septembre (Fond Jn Noël) et la paroisse la Sainte Marie Madeleine 22 juillet (Pérédo).

## Économie
L'économie locale repose sur la culture du café, la figue banane et des fruits.
L'élevage porcin est développé sur Marigot.
Le secteur de la pêche contribue à l'économie locale.
Savane Dubois produit beaucoup de banane pour les supermarchés de la capitale.
Marigot possède plusieurs site touristiques, Parc la Visite, trou Simon, trou Saintibert et un musée du café.
La caisse populaire ressource confiance de Marigot (CPRCM) est la plus grande coopérative de la zone.

## Personnalités
- Émile Célestin-Mégie, écrivain (1922-2017)
- Dr. Déus Deronneth, député (2017-2020)

. Rosenie Gustave, militante féministe.
Marie Julie Deronnette, personnalité politique 
.Yvon PIERRE, activiste politique  
.John Francy Nozil, Juriste, Directeur Fondateur du Lycée Gerald Mathurin de Peredo (8 octobre 2018- 8 octobre 2023)
. Marie Quenia Louis, enseignante et vice présidente du Bureau Électoral Communal de Marigot.
Elison Noël, inspecteur DGI